# بنك تونس العالمي
بنك تونس العالمي (بالإنجليزية: Tunis International Bank)‏ هو مصرف (بنك) تونسي ذو رأس مال خاص. الشركة هي فرع للشركة الأم شركة مشاريع الكويت القابضة المعروفة باسم كيبكو.

## التاريخ
تأسست الشركة في 1 يونيو 1982، حيث أصبحت أول بنك ينتصب في تونس تحت النظام الجديد الذي يخص المؤسسات المالية غير المقيمة. كان المساهم الأكبر هو بنك برقان (أكثر جهة لديها أسهم في الشركة)، وهو فرع بنكي من شركة مشاريع الكويت القابضة.

## روابط خارجية
- الموقع الرسمي.